# Harry Lukens
Harry Lukens oder H. H. Lukens (* im 19. Jahrhundert; † im 20. Jahrhundert) war ein US-amerikanischer Snookerspieler.
Lukens nahm 1916 unter dem Pseudonym T. N. Palmer an der ersten Ausgabe der English Amateur Championship teil, der ersten nationalen Meisterschaft, ausgetragen in England. Er kam bis ins Viertelfinale, unterlag dann aber dem Australier Austin G. Fay. 1917 unternahm er einen zweiten Anlauf und erreichte dieses Mal das Endspiel, verlor aber gegen Titelverteidiger Charles Jaques. Als Jaques 1918 nicht teilnahm, konnte Lukens gegen Sidney Fry englischer Meister werden. Ein Jahr später stand er zum dritten Mal in Folge im Finale, verlor aber in einer Neuauflage des Vorjahresendspiels gegen Sidney Fry. Weitere Einzelheiten seines Lebens sind nicht bekannt.

## Erfolge
| Ausgang         | Jahr | Turnier                      | Finalgegner    | Ergebnis         |
| --------------- | ---- | ---------------------------- | -------------- | ---------------- |
| Amateurturniere |      |                              |                |                  |
| Zweiter         | 1917 | English Amateur Championship | Charles Jaques | 294:330 (Anm. 1) |
| Sieger          | 1918 | English Amateur Championship | Sidney Fry     | 390:301 (Anm. 1) |
| Zweiter         | 1919 | English Amateur Championship | Sidney Fry     | 300:387 (Anm. 2) |